# Opulens
Opulens Förlag driver Magasin Opulens samt Magasinet Konkret. Tidigare erbjöd förlaget även egenutgivning i samarbete med förlaget Ekström & Garay.

## Publikationer

### Magasin Opulens
Opulens är ett dagligt kulturmagasin på Internet som startades 2017 av Melker Garay och Stefan Bergmark. Ursprungligen utgavs magasinet av Ekström & Garay, men 2022 övertog redaktörerna utgivningen i Opulens Förlag AB.
Magasinet har sin redaktion i Malmö, men de flesta medarbetarna återfinns på andra orter runt om i landet. År 2020 mottog tidskriften 100 000 kr i statligt tidskriftsstöd.
Bland namnkunniga skribenter märks bland andra Crister Enander, Anna Sanvaresa, Iodine Jupiter, Bilan Osman Ivo Holmqvist och Vladimir Oravsky.

### Magasinet Konkret
Opulens förlag AB ger sedan våren 2023 även ut samhällsmagasinet Magasinet Konkret. Det är en svensk webbtidning för samhälls- och mediegranskning som även innehåller kulturjournalistik. Konkret har aldrig fått tidskriftsstöd.
Bland magasinets medarbetare och skribenter märks bland andra Stefan Bergmark (chefredaktör), Fredrik Virtanen, Özz Nûjen, Carl-Michael Edenborg, Birger Schlaug, Jesper Strömbäck, Viktor Pressfeldt, Ingrid Eckerman, Ulf Bjereld, Timo Kangas och Anna Brynhildsen.